# زاك هولمز
زاك هولمز (بالإنجليزية: Zack Holmes)‏ هو لاعب اتحاد الرغبي أسترالي، ولد في 30 مايو 1990 في برث في أستراليا.

## وصلات خارجية
- زاك هولمز على موقع سلسلة سباعيات الرغبي العالمية - رجال (الإنجليزية)
- زاك هولمز عل موقع إسبنسكروم (الإنجليزية)
- زاك هولمز على موقع ItsRugby.co.uk (الإنجليزية)